# Reverend Bizarre
Reverend Bizarre fue una banda de doom metal procedente de Finlandia. Tocaban doom tradicional siguiendo el paso de las bandas clásicas del género: Trouble, Saint Vitus, Witchfinder General, Pentagram y Black Sabbath

## Historia
Reverend Bizarre fue creado en 1994 en la ciudad de Lohja, Finlandia, por Sami Hynninen, Kimi Kärki y Juippi. La consigna era tocar el auténtico Doom Metal y evangelizar a la gente sobre este género en un lugar donde a nadie le interesaba ni conocían siquiera este género. Comienzan a trabajar en sesiones de ensayo pero al poco tiempo el trabajo es interrumpido para que los tres cumplan con su servicio militar. En el año 1996 graban una sesión con el resultado de esos ensayos bajo la protección de la disquera The Holy Parish of Doom (su propia disquera) y conocido en el medio musical subterráneo como Practice Sessions. Al poco tiempo Kärki debe moverse a la ciudad de Turku y Juippi comienza a tener problemas con los estimulantes que afectan su forma de tocar. Después de esto se vuelve obvio que es imposible que la banda se desarrolle en esa forma. 
En el verano de 1998, Hynninen se traslada a Turku y decide junto a Kärkir y Hynninen que era tiempo de revivir Reverend Bizarre. Se reúnen con un compañero de Hynninen, Jara Pohjonen, quien apenas había salido de prisión. Se forma la conjura de los Reverend Bizarre de la siguiente manera: Sir Albert Witchfinder (Sami Hynninen) en el bajo y la voz, Father Peter Vicar (Kimi Kärki) en las guitarras y Monsieur Earl of Void (Jara Pohjonen) en la batería y guitarras adicionales. En 1999 comienzan los ensayos y pronto encuentran la dicha de tocar. Para promover su misión evangelizadora lanzan su primer demo en tres días, el cual lleva por título: Slice of Doom, muy en la vena de un Traditional Doom tan purista y de tan excelente calidad que pronto sobresalen en el ambiente subterráneo del Doom metal. En agosto de 1999 su misión evangélica se vuelve sólida al fundar junto con otras bandas de la vieja escuela del Doom Metal, el Circle Of True Doom. Con el lanzamiento al mercado de Slice of Doom, Reverend Bizarre hace la siguiente declaración: ¡Escuchen! Reverend Bizarre es la primera y única banda del auténtico Traditional Doom de la vieja escuela. A la ciudad de Turku parece importarle poco en las buenas bandas del viejo estilo de Doom Metal de los 70 y 80, así que nosotros estamos buscando la manera de hacer que su música sea escuchada masivamente en la escena Doom Metal. Una manera de hacerlo es promocionando nuestro nuevo CD, Slice of Doom, que se está enviando a compañías de disco con la esperanza de lograr un contrato. También es necesario contactar a todos aquellos que sepan hayan sobrevivido a la oscuridad en que se encuentra el Doom metal. Reverend Bizarre trata de viajar a la fuente del autentico Heavy metal sabbathesco, es decir al sonido de bandas como: Saint Vitus, Pentagram, Witchfinder General, Trouble, The Obsessed y otros... ¡Pureza es la clave! El principio es que las reglas exactas te da tu espacio musical que desarrolla tu propia expresión. El corazón de esas reglas es la Ley: ¡DOOM, QUE SE HAGA TU VOLUNTAD! Al poco tiempo comienzan una gira evangelizadora, conciertos y festivales en Finlandia, Alemania, Bélgica, Países Bajos, Inglaterra, Suiza, Estonia y Estados Unidos de América. Con un plan evangelizador bastante claro deciden grabar únicamente cinco discos. 

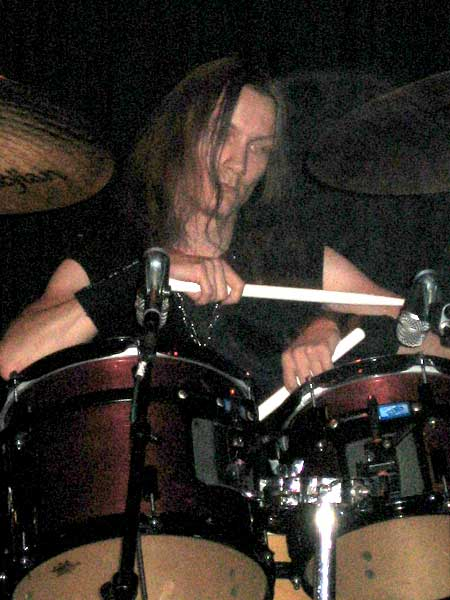
Earl of Void tocando con Reverend Bizarre.

En el 2002 lanzan con la disquera Sinister Figure, su primer larga duración llamado: In the Rectory of the Bizarre Reverend con canciones de un Traditional Doom muy en la vena de Black Sabbath como Doomsower que ciertamente describe a la perfección lo que vendría a ser el arquetipo musical del Doom metal tradicional. En el 2003 sale nuevamente al mercado este disco bajo la protección de la disquera Low Frequency Recordsy posteriormente firmarían un contrato con la disquera Spikefarm Records. Lanzan un EP en el 2003, Harbinger of Metal y durante el 2003 y 2004 tres producciones en participación: Reverend Bizarre/Ritual Steel split 7'' con Metal Coven Records, Reverend Bizarre/Orodruin split 12'' con Hellride Music Records y Reverend Bizarre/Minotauri split 7¨'' también con Metal Coven Records. Luego de esto lanzan una compilación con PsycheDOOMelic Records bajo el nombre de Slice of Doom en el 2004 y un relanzamiento de In the Rectory of the Bizarre Reverend como un disco doble con Spikefarm Records. 
Su segundo álbum completo, 'II: Crush The Insects' ve la luz en el 2005 con Spikefarm Records mostrándonos que no tenían la menor intención de abandonar el estilo con el cual habían nacido. Canciones como Council of Ten y Harbinger continúan en la vena de un Traditional Doom de calidad premier. A este disco le seguirían Thulsa Doom (EP) en el 2006, Under the Sign of the Wolf (Split) en el 2006 y Teutonic Witch, un sencillo, en el 2007. Su tercer disco completo, III: So Long Suckers fue lanzando el 8 de agosto de 2007.
A finales de septiembre de 2007 La banda decidió separarse, después del lanzamiento de su tercer álbum. 
Luego de la separación de Reverend Bizarre, los miembros de la banda se centran en sus otros grupos y proyectos. En 2005, Albert Witchfinder se convirtió en miembro de The Puritan y Peter Vicar fundó una nueva banda llamada Lord Vicar.

## Otros datos
- La banda había planeado una totalidad de cinco álbumes completos: Songs from the Funereal World debería haber sido el tercer, Heavier Than Life el cuarto y How It Was Meant to Be el quinto y último álbum. Sin embargo la banda abandonó este plan y solo hizo un disco más, III: So Long Suckers, lanzando en agosto de 2007.
- Los miembros de Reverend Bizarre forman parte de muchas otras bandas. Peter tiene una banda de Rock Progresivo llamada Orne y Albert están en una banda experimental llamada Herven Agal.
- El C.O.T.D (Circle of True Doom) está formado por bandas como The Gates of Slumber, The Reverend Bizarre, Solstice y While Heaven Wept y tienen como objetivo divulgar la influencia de la vieja escuela del Traditional Doom. Para hacer esto C.O.T.D. no solo adora en el altar las bandas clásicas como Black Sabbath, The Obsessed o Solitude Aeturnus sino que además tienen la misión de crear nuevo e inspirado Doom metal en la misma tradición. Estos músicos encuentran cierto valor especial y único en el Traditional Doom y desean mantener ese valor con vida.

## Miembros
- Albert Witchfinder - Voz y bajo
- Peter Vicar - Guitarra
- Earl of Void - Batería y guitarra

## Discografía

### LP
- I: In the Rectory of the Bizarre Reverend (2002)
- II: Crush the Insects (2005)
- III: So Long Suckers (2007)

### EP y sencillos
- Harbinger of Metal (EP, 2003)
- Return to the Rectory (EP, 2004)
- Slave of Satan (CDS, 2005)
- Thulsa Doom (7" EP, 2006)
- Teutonic Witch (CDS, 30 de mayo de 2007)

### Participaciones
- 7" con Ritual Steel (2003)
- 12" con Orodruin (2004)
- 7" con Minotauri (2004)
- 7" con Mannhai (2006)

### Demos
- Practice Sessions (1995)
- Slice of Doom (1999)
- You Shall Suffer! (2003)

### Compilaciones
- Slice of Doom 1999-2002 (2004)

- Datos: Q1627650
- Multimedia: Reverend Bizarre / Q1627650